# Edvard Munch (film)
Edvard Munch är en norsk-svensk film från 1974 om den norske konstnären Edvard Munch, skriven och regisserad av engelsmannen Peter Watkins. Filmen är en blandning av drama och essä och täcker cirka 40 år av Munchs liv, med fokus på yttre händelser som påverkat hans konstnärskap, i synnerhet i hans barndom och i hans förhållande till kvinnor. Alla skådespelare i filmen är amatörer.
Filmen gjordes för TV som en samproduktion mellan Norsk Rikskringkasting och Sveriges Television men har även visats på duk. Den hade premiär på TV2 i två delar, som visades 12 och 13 november 1974. Filmen visades utom tävlan vid Filmfestivalen i Cannes 1976.

## Medverkande
- Geir Westby – Edvard Munch
- Gro Fraas – Fru Heiberg
- Peter Watkins – berättarröst
- Johan Halsborg – Dr. Christian Munch
- Lotte Teig – Karen Bjølstad
- Gro Jarto – Laura Catherine Munch
- Rachel Pedersen – Inger Munch
- Berit Rytter Hasle – Laura Munch
- Gunnar Skjetne – Peter Andreas Munch
- Kåre Stormark – Hans Jæger
- Eli Ryg – Oda Lasson
- Iselin von Hanno Bast – Dagny Juell
- Alf Kåre Strindberg – August Strindberg

## Tillkomst
Peter Watkins gjorde sig ett namn i 1960-talets filmvärld med sina dokudramer och spekulativa filmer, som Culloden från 1964, en rekonstruktion av Slaget vid Culloden, och atomkrigskildringen Krigsspel från 1965. Hans filmer kom dock att väcka kontrovers, och när han år 1968 inte lyckades få sin science fiction-film Gladiatorerna filmad i England, kom han istället till Sverige. Sandrews hade det året lanserat en satsning på utländska regissörer, som utöver Watkins även lockat till sig den amerikanska kritikern Susan Sontag, och föranledde hennes två svenska filmer.
1968 besökte Watkins Munchmuseet i Oslo och blev fascinerad av Edvard Munchs måleri. Tanken på en film om målaren växte de närmaste åren och han gjorde långtgående efterforskningar. Han fick med Sveriges Television på projektet, och efter några turer även Norsk Rikskringkasting. Filmen spelades in från februari till juni 1973, med enbart amatörer i rollerna.

## Mottagande
Filmen fick övergripande ett mycket positivt mottagande i både Sverige och Norge. I Norge blev den kritiserad för att skådespelarnas sätt att tala stämde illa med Kristianias borgare i slutet av 1800-talet. Efter den första visningen kom filmen även att censureras i Norge efter klagomål från några av Munchs släktingar. Filmen vann en BAFTA 1976 för Bästa utländska TV-produktion.